# Idiops mafae
Idiops mafae là một loài nhện trong họ Idiopidae.
Loài này thuộc chi Idiops. Idiops mafae được George Newbold Lawrence miêu tả năm 1927.